# Diruana
Diruana ist ein osttimoresischer Ort im Suco Leolima (Verwaltungsamt Balibo, Gemeinde Bobonaro). Er liegt in einer Meereshöhe von 125 m, südlich des Zentrums der Aldeia Raifatuk. Als Hauptort der Aldeia wird das Dorf auch Raifatuk genannt.
Diruana liegt am Nordufer des Laecouken. Weiter südlich verläuft die Überlandstraße von Batugade nach Maliana. An ihr befindet sich der Nachbarort Raifatukleten („Unter-Raifatuk“). Eine kleinere Straße führt von Diruana vorbei an einer Senderanlage der Telemor nach Nordwesten. Nördlich des Dorfes erhebt sich der Foho Dumaunlow (313 m).
Neben dem Sitz der Aldeia und des Sucos steht in Diruana auch eine Grundschule.